# Casablanca (TV-program)
För andra betydelser, se Casablanca (olika betydelser).
Casablanca var ett musikprogram som sändes i SVT mellan 4 oktober 1982 och 14 mars 1983. Programmet skulle ersätta Måndagsbörsen.
Programledare var Hélène Benno och Janne Nilsson. I en exotiskt inredd studio med fuskpalmer och färgglada drinkar presenterade Benno och Nilsson pop- och rocknyheter samt artister från Sverige, England och USA. Samtliga artister spelade live eller möjligen singback i studion. Ett återkommande inslag i Casablanca var Gluggen med Svante Grundberg. Ett annat inslag var Rockflimmer med Kaj Kindvall. Kindvall var här tidigt ute i svensk TV-historia att presentera aktuella musikvideor. Detta koncept vidareutvecklade Kindvall under hösten 1983 till det egna programmet Videobeat.
Bland utländska artisterna som medverkade i studion märks Phil Lynott, Kajagoogoo, Joan Jett & the Blackhearts, Depeche Mode, Bow Wow Wow, Spandau Ballet, Madness, Elvis Costello and the Attractions och The Church. Svenska artister i programmet var Reeperbahn, Gyllene Tider, Xport, Ubangi, La Crosse och Ratata, som i ett program  1983 gjorde sin livepremiär. 